# Västra Innerstaden

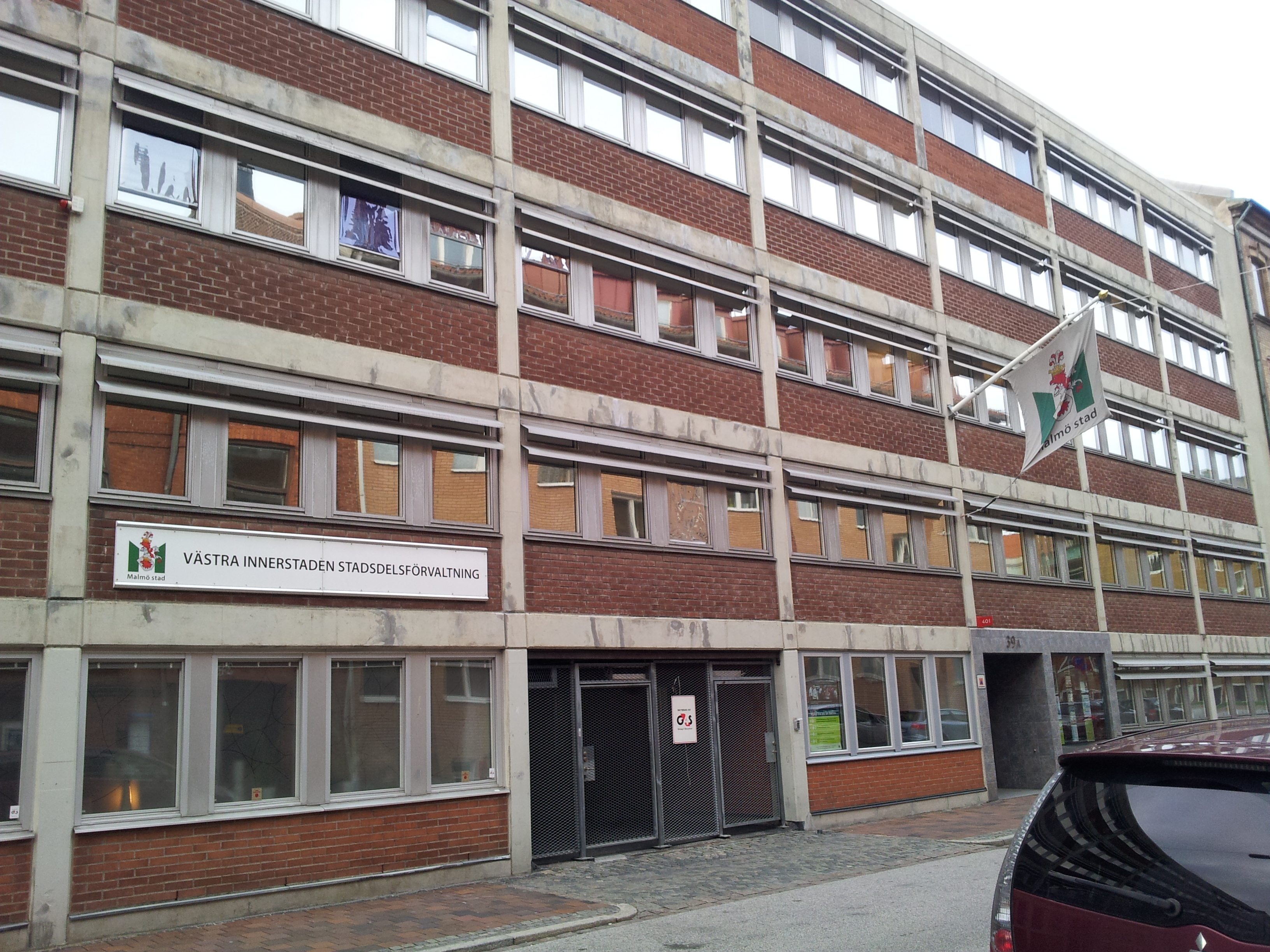
Västra Innerstadens stadsdelsförvaltnings lokaler vid Västra Rönneholmsvägen 39A.

Västra Innerstaden är en före detta stadsdel i det före detta stadsområdet Innerstaden i Malmö. I stadsdelen bor det drygt 35 000 personer. De flesta hus är byggda på 1940- och 1950-talen, men i delområden som Fridhem finns det betydligt nyare bostäder. Västra Innerstaden har många parker och grönområden. Huvudstråket är Regementsgatan med butiker och restauranger. Höghuset Kronprinsen har mycket att erbjuda såsom köpcenter och restaurang på 26:e våningen med utsikt över Malmö. Ribersborgsstranden, eller "Ribban" i folkmun, ligger också i stadsdelen, liksom Malmö Opera och Musikteater samt närbelägna idrottsplatsen Malmö IP.

## Delområden
- Dammfri
- Fridhem
- Fågelbacken
- Hästhagen
- Kronborg
- Kronprinsen
- Mellanheden
- Pildammsparken
- Ribersborg
- Ribersborgsstranden (del av)
- Rönneholm
- Solbacken
- Teatern
- Västervång